# Media & Design Academie
De Media & Design Academie was een Limburgse instelling voor hoger onderwijs. In 2015 is ze opgegaan in de LUCA School of Arts en de Hogeschool PXL.

## Geschiedenis
In 1952 werd de 'Kunstkring Streven' opgericht in Genk. In 1956 nam het gemeentebestuur de privé-school over onder de naam 'Gemeentelijke school voor Sierkunsten en Tekenen'. In 1966 wordt het niveau opgetrokken van lager naar hoger secundair kunstonderwijs en in 1969 komt daar hoger onderwijs bij. In 1974 wordt de school gesplitst in twee autonome instellingen: het 'Stedelijk Hoger Instituut voor Visuele Kommunikatie en Vormgeving' en deeltijds kunstonderwijs in de 'Stedelijke Academie voor Plastische Kunsten'. In 1984 verhuisde het Hoger Instituut naar de gebouwen van het voormalige St.-Jansziekenhuis aan de weg naar As in Genk.
In 1994 wordt de school overgenomen door het Katholiek Onderwijs. In 1995 gaat het kunstsecundair onderwijs verder als Kunstschool Genk en het hoger onderwijs als Media & Design Academie binnen de Katholieke Hogeschool Limburg. Ze behield een relatieve autonomie op een aparte locatie en zag haar opdracht als:
- het verstrekken van academisch onderwijs
- het verrichten van artistiek en wetenschappelijk fundamenteel en projectmatig onderzoek
- maatschappelijke dienstverlening
- de beoefening en ontwikkeling van de kunsten[bron?]

In 2009 verhuisde de Media & Design Academie naar C-Mine op de voormalige mijnterreinen van Winterslag, waar stad Genk en het Design Platform Limburg een designcentrum had uitgebouwd, gericht op netwerking en onderzoek in de designsector.
In 2010 vormde de Academie samen met het Arts & Architecture-departement van de Provinciale Hogeschool Limburg de MAD-faculty (Media, Arts & Design). Die bood zes academische bachelor- en masteropleidingen in het studiegebied audiovisuele en beeldende kunsten.
In 2015 volgde een samenwerking met de Hogeschool voor de Kunst & Architectuur, een onderdeel van de Associatie KU Leuven. Hierdoor werd de school de facto gesplitst. Audiovisuele kunsten (animatie, televisie en mediadesign), fotografie en productdesign bleef op C-mine en ging op in de LUCA School of Arts. De beeldende kunsten gingen op in Hogeschool PXL in Hasselt onder de naam PXL-MAD School of Arts.

## Alumni
- Raf Simons, modeontwerper en creatief directeur bij het merk Jil Sander en later artistiek directeur bij Christian Dior